# Diltiazem
Diltiazem (merknaam Tildiem) behoort tot de groep van de calciumantagonisten en wordt oraal voorgeschreven bij angina pectoris als gevolg van spasmen in de kransslagaders, als onderhoudsbehandeling bij stabiele angina pectoris en bij lichte tot matige essentiële hypertensie.

## Werking
Het vertraagt de hartslag en heeft een vaatverwijdende werking. Hierdoor wordt de doorbloeding van het hart verbeterd en wordt pijn op de borst als gevolg van een tekort aan zuurstof in de hartspier voorkomen. Tevens wordt de doorbloeding in de bloedvaten verbeterd en neemt de verhoogde bloeddruk af. Wanneer een angina pectoris zodanig geëvolueerd is tot een hartinfarct, vermindert de werking en dus het therapeutische nut van bepaalde benzothiazepines, zoals diltiazem. Reden hiervoor is dat de stof in de bloedbaan sterk gebonden wordt door orosomucoïde, ofwel alpha 1-zuur glycoproteïne, een glycoproteïne die behoort tot de groep van de globulines en een verhoogde plasmawaarde heeft bij patiënten met nierfalen, reumatoïde artritis en/of een myocardinfarct, waardoor de gebonden fractie van het alpha 1-zuur glycoproteïne zal stijgen en waardoor de vrije fractie dus zal dalen. Hierdoor zal minder in het plasma voorhanden zijn om de werking uit te oefenen op weefsels die er vatbaar voor zijn.
Een magistrale vorm als zalf kan worden gebruikt tegen anusscheurtjes.